# Hans-Werner Schütt
Hans-Werner Schütt (* 6. Oktober 1937 in Berlin; † 11. Oktober 2023 ebenda) war ein deutscher Wissenschaftshistoriker, der vor allem zur Geschichte der Chemie und zur Geschichte der Alchemie geforscht hat. Er lehrte „Geschichte der exakten Wissenschaften und der Technik“ an der Technischen Universität Berlin und hatte verschiedene Gastprofessuren im Ausland inne.

## Leben

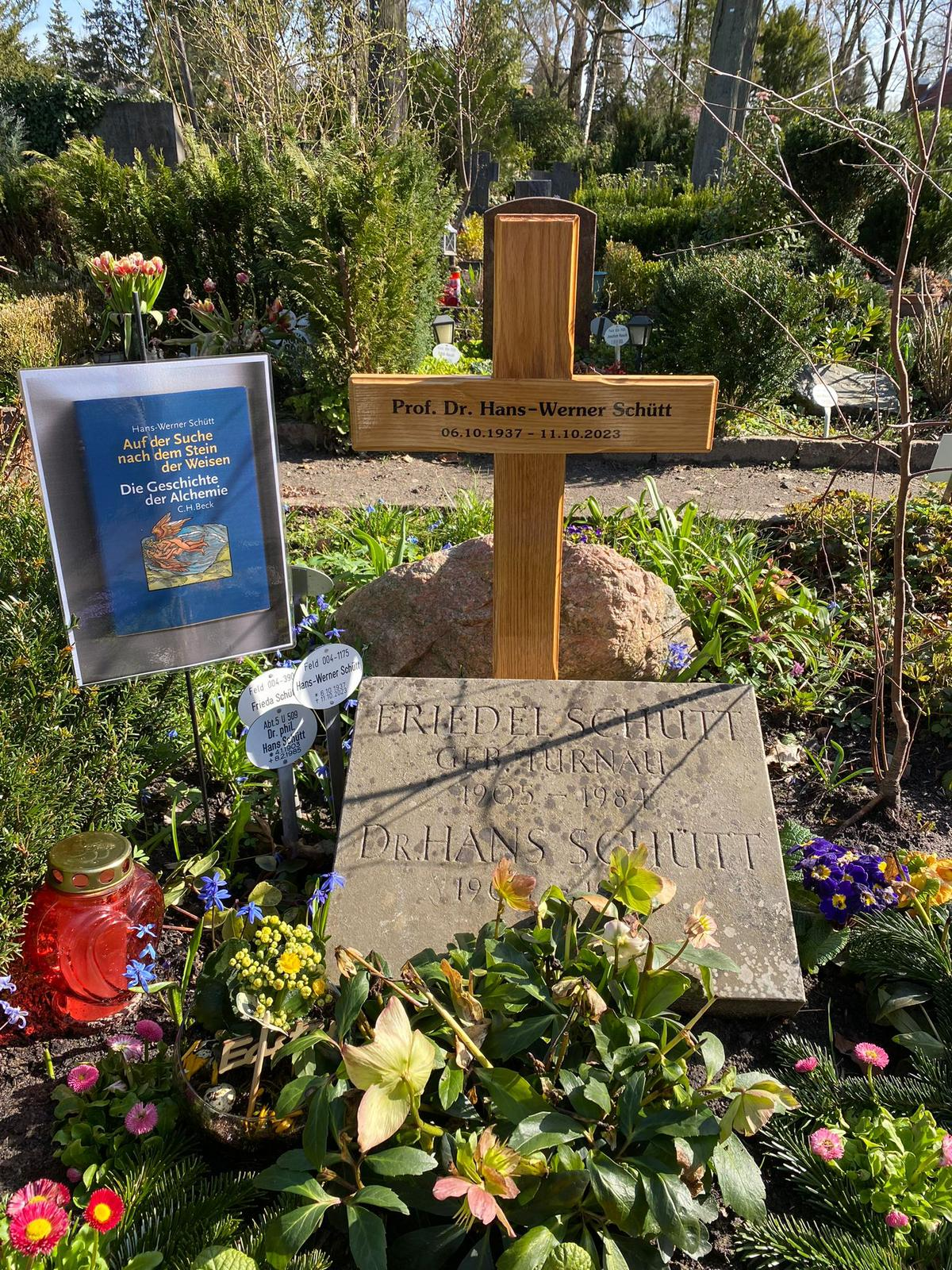
Grabstätte auf dem Friedhof Zehlendorf

Schütt studierte Chemie und promovierte 1966 in physikalischer Chemie an der Universität Kiel. Er war zunächst als Wissenschaftler am Institut Pasteur in Paris und bei Unilever tätig. Im Jahr 1975 habilitierte er sich im Fach Wissenschaftsgeschichte an der Universität Hamburg. 1977 wurde er dort zum Professor ernannt. 1979 folgten Forschungsaufenthalte an verschiedenen amerikanischen Universitäten. Im selben Jahr erhielt er den Ruf an die TU Berlin auf eine Professur für 'Geschichte der exakten Wissenschaften und der Technik', die er bis zu seiner Emeritierung im Jahr 2004 innehatte. Weiter hatte er Gastprofessuren in Peking und San José in Costa Rica mit den Forschungsschwerpunkten Chemie des 19. Jahrhunderts und Geschichte der Alchemie. Schütt war u. a. Präsident der Gesellschaft für Wissenschaftsgeschichte, Vorsitzender der Fachgruppe Chemiegeschichte der Gesellschaft Deutscher Chemiker, Vertreter Deutschlands in der Sektion History of Chemistry der European Federation of Chemical Societies, Vorsitzender eines Gutachterausschusses der Deutschen Forschungsgemeinschaft sowie der Fachgruppe Geschichte der Chemie.
Hans-Werner Schütt ist Autor mehrerer Monografien, darunter eines umfangreichen Werkes über die Geschichte der Alchemie (2000). Unter dem Pseudonym H. W. S. Turnau veröffentlichte er ein Kinderbuch, eine Erzählung und eine Sammlung von Kurzgeschichten. Schütt war Mitglied im Club von Berlin.
Hans-Werner Schütt war verheiratet mit der Lehrerin Gesine Schütt, geb. Meyer zu Ermgassen, und Vater von vier Kindern.
Seine letzte Ruhestätte erhielt er auf dem Friedhof Zehlendorf (Feld 004-1175).

## Schriften

### Monografien (Auswahl)
- Emil Wohlwill. Galileiforscher – Chemiker – Hamburger Bürger im 19. Jahrhundert. Hildesheim 1972.
- Die Entdeckung des Isomorphismus. Eine Fallstudie zur Geschichte der Mineralogie und Chemie. Hildesheim 1984.
- Eilhard Mitscherlich (1794–1863) – Baumeister am Fundament der Chemie. München 1992. (Engl. Übers.: Eilhard Mitscherlich – Prince of Prussian Chemistry. Washington 1997)
- Auf der Suche nach dem Stein der Weisen. Die Geschichte der Alchemie. München 2000 (spanische und englische Ausgabe 2002, chinesische Ausgabe 2006)
- Boon und das Geheimnis des Pharaos. Berlin 2007 (veröffentlicht unter dem Pseudonym H.W.S. Turnau)
- Der Lügendetektor und andere Geschichten. Münster 2013 (veröffentlicht unter dem Pseudonym H.W.S. Turnau)

### Aufsätze (Auswahl)
- Wollaston, Fuchs, Gay-Lussac und Klaproth als Vorläufer Mitscherlichs. In: Eilhard Mitscherlich und die Isomorphie, Deutsches Museum, Abhandlungen und Berichte, 41. Jg., Heft 3, München 1973.
- Wissenschaftsgeschichte in Amerika. In: Berichte zur Wissenschaftsgeschichte 2, 1979, S. 219–223.
- History of Science in the Federal Republik of Germany. In: Isis, Official Journal of the History of Science Society, 71, 1980, S. 375–380.
- Von Grenzen und Zielen der Alchemie. In: Berichte zur Wissenschaftsgeschichte. Band 5, 1–2, 1982, S. 41–51, doi:10.1002/bewi.19820050107
- Wissenschafts- und Technikgeschichte in Lateinamerika. In: Berichte zur Wissenschaftsgeschichte, 8, 1985, 46.
- Galilei, die Technik und die Römische Kirche: Zwei Kulturen – zwei Wahrheiten? In: Wissenschaftsgeschichte heute, Christian Hünemörder (Hrsg.), Stuttgart 1987, S. 47.
- Sprachschichten der Alchemie. In: Berichte zur Wissenschaftsgeschichte. Band 17, 2, 1994, S. 89–99, doi:10.1002/bewi.19940170204
- Alchemie als Nichtchemie zu Beginn der Neuzeit. In: Berichte zur Wissenschaftsgeschichte. Band 20, 2–3, 1997, S. 147–158, doi:10.1002/bewi.19970200203
- History of Science between Two Cultures. In: Tamkang Chair Lectures Series (131), Tamkang University, Taipei 2001.